# Bougré Dé Youga
Bougré Dé Youga ou Bougré de Youga est un village du département et la commune rurale de Zabré, situé dans la province du Boulgou et la région du Centre-Est au Burkina Faso.